# Kiler-ów 2-óch
Kiler-ów 2-óch («Киллер-ов 2-е») — саундтрек к фильму Юлиуша Махульского «Киллер 2», записанный польской рок-группой Elektryczne Gitary. Выпущен в январе 1999 года звукозаписывающей компанией PolyGram Polska.

## Об альбоме
Композиции для звуковой дорожки к фильму «Киллер 2» были записаны в ноябре 1998 года в студии Izabelin.
Автор большинства композиций саундтрека — лидер группы Якуб Сенкевич.
В отличие от предыдущего саундтрека Kiler (записанного группой Elektryczne Gitary для фильма Юлиуша Махульского «Киллер»), в котором основная часть композиций была взята из нового студийного альбома Na krzywy ryj, в саундтрек к фильму «Киллер 2» вошли преимущественно новые композиции группы, исключая песню «Mijamy się» с альбома 1995 года Huśtawki и инструментальные версии уже известных композиций, таких, как, например, «Wyszków tonie» с альбома 1993 года A ty co. В начало и завершение альбома включены взятые из фильма диалоги актёров («Dialogi 1: Morales» и «Dialogi 2: Szakal»).
Для продвижения саундтрека был записан сингл «Co powie Ryba», кроме того, музыкальные радиостанции часто транслировали песни «Nie jestem sobą» и «Ja mam szczęście» также выпущенные в виде синглов. На песни «Co powie Ryba» и «Nie jestem sobą» были сняты видеоклипы, представлявшие собой монтаж различных фрагментов фильма «Киллер 2».

## Список композиций
| №   | Название                   | Автор(ы)                                                                       | Длительность |
| --- | -------------------------- | ------------------------------------------------------------------------------ | ------------ |
| 1.  | «Dialogi 1: Morales»       |                                                                                | 1:46         |
| 2.  | «Ja mam szczęście»         | Якуб Сенкевич (музыка) / Иоанна Мёдуховская (слова)                            | 5:59         |
| 3.  | «Co powie Ryba»            | Якуб Сенкевич                                                                  | 3:46         |
| 4.  | «Oto wyniki»               | Томаш Гроховальский                                                            | 0:48         |
| 5.  | «Salto Morales»            | Якуб Сенкевич                                                                  | 4:29         |
| 6.  | «Szakal boogie»            | Якуб Сенкевич                                                                  | 2:24         |
| 7.  | «Nie jestem sobą»          | Якуб Сенкевич                                                                  | 1:43         |
| 8.  | «Ewunia pomoże»            | Якуб Сенкевич                                                                  | 2:54         |
| 9.  | «Wielki tenis»             | Якуб Сенкевич                                                                  | 2:06         |
| 10. | «Wyszków tonie»            | Якуб Сенкевич                                                                  | 2:10         |
| 11. | «Triumf silnej woli»       | Пётр Лоек                                                                      | 1:02         |
| 12. | «Było zostać w pieluchach» | Якуб Сенкевич                                                                  | 3:16         |
| 13. | «Mam go mambo»             | Пётр Лоек                                                                      | 2:59         |
| 14. | «Mijamy się»               | Якуб Сенкевич                                                                  | 2:42         |
| 15. | «Ryba orientalna»          | Леон Падух, Томаш Гроховальский, Якуб Сенкевич, Александер Корецкий, Пётр Лоек | 3:46         |
| 16. | «Zabić K.»                 | Томаш Гроховальский                                                            | 3:03         |
| 17. | «Co powie Ryba»            | Якуб Сенкевич                                                                  | 1:23         |
| 18. | «Ballada o Szakalu»        | Пётр Лоек                                                                      | 4:41         |
| 19. | «Mijamy się»               | Якуб Сенкевич                                                                  | 1:57         |
| 20. | «Dialogi 2: Szakal»        |                                                                                | 2:05         |

## Участники записи
- Якуб Сенкевич — гитара, вокал;
- Томаш Гроховальский — бас-гитара;
- Александер Корецкий — саксофон, флейта, бэк-вокал;
- Пётр Лоек — клавишные, гитара;
- Леон Падух (Leon Paduch) — ударные.

а также:
- Анджей Карп (Andrzej Karp) — менеджмент, продюсирование записи;
- Elektryczne Gitary — аранжировка записи.